# Butterworth (Südafrika)
Butterworth, auch Gcuwa Ausspracheⓘ, ist eine Stadt in der südafrikanischen Provinz Ostkap. Sie ist Sitz der Gemeinde Mnquma im Distrikt Amathole.

## Geographie
Butterworth hat 44.039 Einwohner (Stand 2011). Die Stadt erstreckt sich entlang des Great Kei River und der Nationalstraße N2. In den Stadtteilen Zitulele und Ibeka (auch Ibika) gibt es Industriebetriebe. Ibeka, Siyanda und Umsobomvu sind ehemalige Townships.

## Geschichte
Butterworth wurde 1827 als Missionsstation der Wesleyanischen Kirche in Britisch-Kaffraria gegründet und stellte eine der ersten Ansiedlungen von Weißen im heutigen Ostkap dar. Die Mission wurde nach dem Missionar Joseph Butterworth benannt. Während der Grenzkriege zwischen Briten und Xhosa war sie wegen ihrer strategischen Bedeutung heftig umkämpft und wurde drei Mal niedergebrannt. Nach dem Ende der Grenzkriege 1878 und der Eingliederung des Gebietes in die Kapkolonie nahm Butterworth an Bedeutung zu. Im Jahr 1904 erhielt Butterworth Stadtrechte.
Die Stadt lag einst in der Transkei, die ab 1963 autonom verwaltet wurde und 1976 nominell staatliche Unabhängigkeit erhielt. Heute ist Butterworth eine schnell wachsende Stadt.

## Wirtschaft und Verkehr
Butterworth verfügt über Betriebe der Nahrungsmittelindustrie, textilverarbeitende, holzverarbeitende und chemische Betriebe. In Butterworth befindet sich ein Campus der Walter-Sisulu-Universität. Nördlich der Stadt liegt der Stausee Gcuwa Dam.
Butterworth liegt an der N2 und an der Bahnstrecke Mthatha–East London, die nur noch im Güterverkehr bedient wird.

## Sehenswürdigkeiten
In der Stadt befindet sich die St. Peter’s Church aus dem 19. Jahrhundert.
Am nahen Qolora River gibt es einen rund 90 Meter hohen, einstufigen Wasserfall, die Bawa Falls.